# Купецька синагога (Євпаторія)
Купецька синагога — колишня головна синагога Євпаторії. Побудована в 1911—1912 роках на розі нинішніх вулиць Караїмської і Тучина за проєктом Адама Генріха. Повністю втратила початковий вигляд після ремонту в 1928 році, з того ж року використовується не за призначенням.

## Історія
Синагога на розі Базарної та Роздільної вулиць (нині — вулиці Караїмська і Тучина) існувала щонайменше з початку XIX сторіччя. В 1895 році в межах попередньої будівлі було побудовано новий юдейський молитовний будинок, але незабаром і ця споруда вже не відповідала запитам торгової еліти єврейської громади. Тому в 1911—1912 роках на цьому місці на кошти єврейських купців I і II гільдій було побудовано нову синагогу за проєктом міського архітектора Адама Людвиговича Генріха.
26 червня 1911 року відбулася закладка євпаторійським рабином М. Х. Маркусом першого каменя нової синагоги на місці раніше розібраної попередниці. Вже через рік, 19 липня 1912 року було відкрито новозведений молитовний будинок. Урочисте богослужіння провів кантор Сімферопольської хоральної синагоги.
Після встановлення в Євпаторії радянської влади головна єврейська синагога деякий час ще була діючим храмом. Спочатку її було конфісковано в єврейської громади, але згодом, 12 грудня 1922 року приміщення синагоги та «богослужбові предмети за особливим описом» були передані за договором «у безкоштовне користування» прихожанам.
У 1927 році в Криму відбулося два сильні землетруси, внаслідок яких постраждала й Купецька синагога. Після обстеження в жовтні 1928 року будівлю було визнано аварійною. В 1929 році синагогу було закрито та, після капітального ремонту, який повністю знеособив вигляд цієї архітектурної пам'ятки, передано клубу кустарів і кримчаків.
На початку 1930-х років синагогу було передано на баланс Євпаторійського пиво-безалкогольного заводу, який використовував її як склад до початку 1990-х років. Завод перебудовував приміщення, не рахуючись з цінністю архітектурного об'єкта, внаслідок чого синагога остаточно втратила свій початковий вигляд. У північно-східному куті будівлі було розміщено трансформаторну підстанцію, вхід до якої знаходився на тому місці, де колись був жіночий вхід до синагоги.
У 2009 році був розроблений проєкт з відновлення храмової будівлі, відреставровані зовнішні фасади. У 2013 році було завершено повернення будівлі у комунальну власність.